# درك أباد (تشادغان)
درك أباد (بالإنجليزية: Darakabad, Isfahan)‏ هي قرية تقع في قسم تشنارود الشمالي الريفي (مقاطعة تشادغان) في إيران. يقدر عدد سكانها بـ 439 نسمة .